# Куанджу
Куанджу (на корейски: 광주, произнася се [kwaŋdʑu], правопис по системата на Маккюн-Райшауер: Kwangju) е 6-ият по население град в Южна Корея с 1 482 151 жители (по приблизителна оценка към декември 2018 г.). Куанджу е с обща площ от 501,36 км². Основан е през 57 г. пр.н.е..

## Известни личности
Родени в Куанджу
- Джънг Ун Канг (р. 1965), лекарка
- Мун Гън-йон (р.1987), киноактриса
- Чонг Хо Сок (р. 1994), член на групата BTS

## Побратимени градове
- Тайнан, Тайван (1968)
- Сан Антонио, САЩ (1981)
- Гуанджоу, Китай (1996)
- Медан, Индонезия (1997)
- Сендай, Япония (2002)
- Масейо, Бразилия (2009)